# Stefano Brancaccio
Stefano Brancaccio (Nápoles, 18 de janeiro de 1618 - Viterbo, 8 de setembro de 1682) foi um cardeal do século XVII

## Biografia
Nasceu em Nápoles em 18 de janeiro de 1618. Filho de Carlo Brancaccio, conselheiro real, e de Mariana de Pisa Ossorio. Ele estava destinado à vida eclesiástica. Irmão de Emmanuele Brancaccio, bispo de Ariano. Seu sobrenome também está listado como Brancati. Sobrinho do Cardeal Francesco Maria Brancaccio (1633). Os outros cinco cardeais da família foram: Landolfo Brancaccio (1294); Niccolò Brancaccio, pseudocardeal do Antipapa Clemente VII (1378); Rinaldo Brancaccio (1384); Ludovico Bonito (1408); e Tommaso Brancaccio, pseudocardeal do Antipapa João XXIII (1411).
Ainda muito jovem mudou-se para Roma, onde estudou sob a tutela de seu tio, o cardeal. Obteve o doutorado em utroque iure , tanto em direito canônico quanto em direito civil, em 1640.
Governador de Cesena, outubro-dezembro de 1643; Spoleto, 1644-1648; Camerino, 29 de janeiro de 1648 até dezembro de 1649; Iesi, dezembro de 1651 até 1654; Perugia, 23 de outubro de 1658. Referendário dos Tribunais da Assinatura Apostólica de Justiça e de Graça. Eleitor do Tribunal da Assinatura Apostólica de Justiça, 1659. Prelado do SC da Sagrada Consulta. Nomeado inquisidor em Malta, 9 de dezembro de 1654; nunca ocupou o cargo porque, quando se preparava para viajar para a ilha, adoeceu em Nápoles e depois, o papa morreu, e na primavera de 1645 regressou a Roma. Prelado doméstico. Assistente na capela papal.
Eleito arcebispo titular de Adrianópolis em 5 de maio de 1660. Consagrada em 9 de maio de 1660, igreja de S. Lorenzo em Damaso, pelo cardeal Francesco Barberini. Núncio na Toscana, 9 de junho de 1660; chegou às suas nunciaturas no dia 19 de junho seguinte. Abade comendador de Sant'Angelo de Frigillo, 1662. Núncio em Veneza, 17 de julho de 1666; tomou posse da nunciatura no dia 19 de agosto seguinte. Consultor da Sagrada Consulta; o SC do Santo Ofício; o CS da Visita Apostólica a Roma; e a Congregação “super statu regularium”. Secretário do SC do Conselho Tridentino, 1668-1670. Transferido para a sé de Viterbo e Toscanella, com título pessoal de arcebispo, 2 de junho de 1670; sucedeu a seu tio, o cardeal Francesco Maria, que, tendo renunciado voluntariamente, ficou com a maior parte das rendas do bispado. Inaugurou o seu episcopado com a publicação de uma carta pastoral impressa em Viterbo em 1670. Posteriormente, restaurou a catedral às suas próprias custas e dotou-a de algumas receitas.
Criado cardeal sacerdote no consistório de 1º de setembro de 1681; recebeu o chapéu vermelho e o título de S. Maria della Pace, em 22 de setembro de 1681.
Morreu em Viterbo em 8 de setembro de 1682, às 22h. Exposto e enterrado na catedral de Viterbo. Seus herdeiros ergueram um monumento funerário em sua memória e de seu tio, o cardeal Francesco Maria, na igreja de Santo Ângelo em Nido, Nápoles. Em 29 de outubro de 1690, no edifício adjacente àquela igreja, foi inaugurada, de acordo com as suas disposições testamentárias, a Brancacciana, que foi a primeira biblioteca pública de Nápoles. Seus fundos foram constituídos pelas ricas coleções de livros dos dois cardeais